# Tomentaurum
Pityopsis,  es un miembro de la familia Asteraceae. Comprende 2 especies descritas y  aceptadas.

## Taxonomía
El género fue descrito por Guy L. Nesom y publicado en Phytologia 71(2): 129. 1991.

## Especies seleccionadas
A continuación se brinda un listado de las especies del género Tomentaurum aceptadas hasta junio de 2011, ordenadas alfabéticamente. Para cada una se indica el nombre binomial seguido del autor, abreviado según las convenciones y usos.
- Tomentaurum niveum (S.Watson) G.L.Nesom
- Tomentaurum vandevenderorum G.L.Nesom